# Gomphandra dongnaiensis
Gomphandra dongnaiensis är en järneksväxtart som först beskrevs av François Gagnepain, och fick sitt nu gällande namn av Herman Otto Sleumer. Gomphandra dongnaiensis ingår i släktet Gomphandra och familjen Stemonuraceae. Inga underarter finns listade i Catalogue of Life.